# エンコラフェニブ
エンコラフェニブ （Encorafenib、商品名：ビラフトビ、治験コード：LGX818）は、悪性黒色腫の治療薬の一つである。MAPK/ERKシグナル伝達経路の主要酵素を標的とするBRAF阻害剤に分類される。この経路は、悪性黒色腫や結腸直腸癌を含む多くの癌種に存在する。初めはノバルティス、その後はアレイバイオファーマによって開発された。 米国FDAは2018年6月、切除不能または転移性のBRAF V600EまたはV600K変異陽性の悪性黒色腫の治療を目的として、ビニメチニブとの併用療法を承認した。 
日本では小野薬品工業が開発し、2019年1月に『BRAF 遺伝子変異を有する根治切除不能な悪性黒色腫』に対するビニメチニブとの併用療法が承認された。 
薬剤の併用療法を受けた患者の25%以上に見られた最も一般的な副作用は、疲労、嘔気、下痢、嘔吐、腹痛、関節痛であった。

## 薬理学的特性
ATP競合RAFキナーゼ阻害剤として機能し、ERKリン酸化を減少させてサイクリンD1の発現を抑制する。これは細胞をアポトーシスさせるものではないが、細胞周期がG1期で停止し細胞老化が誘導される。RAFキナーゼ阻害剤であるため、全黒色腫の50%を占めるBRAF 変異を伴うものにのみ有効である。血漿半減期は約6時間で、主にチトクロームP450酵素により代謝される。

## 臨床試験
米国での承認は、BRAF V600EまたはV600K変異陽性の切除不能または転移性黒色腫患者577名を対象とした、無作為化非盲検実薬対照多施設共同試験（COLUMBUS; NCT01909453）に基づいている。患者は1:1:1の割合で無作為に、ベムラフェニブ960 mgを1日2回、エンコラフェニブ300 mgを1日1回、ビニメチニブ45 mgを1日2回+エンコラフェニブ450 mgを1日1回投与する群の3群に分けられ、疾患の進行または許容出来ない毒性が認められるまで治療を続けた。有効性の主要評価項目はRECISTガイドライン ver1.1に基づく無増悪生存期間（PFS）であり、盲検下独立中央判定（BICR）によって評価された。PFSの中央値は、ビニメチニブ+エンコラフェニブ群で14.9ヵ月、ベムラフェニブ単剤療法群で7.3ヵ月だった（ハザード比：0.54、95%信頼区間(95%CI)：0.41-0.71、p<0.0001）。臨床試験は欧州や北米等各国の162の医療機関で行われた。 
日本での承認は、主に国際共同第III相試験（CMEK162B2301試験）の結果に基づいている:10。BRAF V600遺伝子変異陽性の局所進行切除不能または転移性悪性黒色腫を対象に、エンコラフェニブ+ビニメチニブ群（EB群）をベムラフェニブ群（V群）と比較した。 
有効性の主要評価項目はPFSであり、EB群のV群に対する優越性が評価された。投与量はエンコラフェニブ450mg1日1回、ビニメチニブ45mg1日2回、ベムラフェニブ960mg1日2回であった。PFSの中央値はEB群が14.9ヵ月（95%CI：11.0-18.5）、V群が7.3ヵ月（95%CI：5.6-8.2）であり（ハザード比0.54；95%CI：0.41-0.71）、p<0.001でEB群の優越性が示された。 